# Damásio II de Brioude
Damásio II de Brioude (c. 955 -?) foi um nobre da França medieval, tendo sido detentor do título de visconde de Brioude, atual comuna francesa na região administrativa de Auvérnia, no departamento Haute-Loire.

## Relações familiares
Foi filho de Damásio I de Brioude (Brioude, Auvérnia, França, 900 - 962), visconde de Brioude e de Angilberga (c. 930 -?), com Aldegarda, com quem teve:
1. N de Brioude casada com Godofredo I de Semur [1] (950 — 1015) foi um nobre francês, tendo sido senhor feudal de Semur-en-Brionnais, actual comuna francesa da região administrativa da Borgonha, no departamento Saône-et-Loire.